# Ceriolo
L'insalata ceriolo appartiene alla specie Cichorium intybus o cicoria. Ha foglie di colore cupo, verde o rosso che cresce a rosette compatte e carnose: ricorda un fiore in boccio, le cui foglie sono gustose per tutto l'anno.

## Caratteristiche
Si semina a fine estate direttamente a dimora. Nei primi mesi le foglie sono oblunghe; ai primi di ottobre vanno tagliate a terra.
In medicina, sostiene le funzioni epatiche.
Il sapore è leggermente amarognolo, gradevole e intenso, si conserva molto bene in frigorifero, riposto in un sacchetto di carta. 
Il Ceriolo rosso o verde viene consumato crudo in insalata. Ottimo anche con uova sode e salame nostrano. Si sposa con i crostacei.

## Nomi popolari
In Lombardia il Ceriolo viene chiamato anche: Capolino - Sciroeu - Böc.
Nella Provincia di Piacenza vengono comunemente chiamati: Gorgnalini.
Si coltiva anche in Francia sotto il nome di Chicorée sauvage améliorée.